# Буревестник (клуб по хоккею с мячом, Алма-Ата)
«Буревестник» — клуб по хоккею с мячом а Алма-Ата, существовавший в 1946—1963 годах.

## История
«Буревестник» был основан в 1946 году при Казахском государственном институте физической культуры. До середины 1950-х годов в городских и республиканских соревнованиях была основным конкурентом «Динамо» (Алма-Ата).
В 1955 году под названием «Искра» дебютировала в классе Б чемпионата СССР.
А в 1958 году в результате расширения класса А стала выступать в чемпионате СССР. Как вузовская команда «Буревестник» стал приглашать спортсменов из других городов, заинтересованных в высшем образовании.
В 1963 году решением спортивных организаций Казахстана было решено передать имущество «Буревестника» в ведение Динамо, а КазГИФК свои усилия сконцентрировать на развитии хоккея с шайбой.
За четыре сезона в высшей лиге команда провела 106 игр, в которых добилась 29 побед и 23 ничьих при 54 поражениях. Лучший результат — 6 место (1961).

## Известные игроки
- Казбек Байбулов 1955—1963
- Борис Казанцев 1960—1963
- Юрий Непомнющий 1957—1959
- Юрий Фокин 1959—1963

## Тренеры
- 19??—1957 — А. М. Глушков
- 1957—1962 — М. С. Кузнецов
- 1962—1963 — В. А. Котляров